# Мејбел (Минесота)
Мејбел (енгл. Mabel) град је у америчкој савезној држави Минесота.

## Демографија
По попису из 2010. године број становника је 780, што је 14 (1,8%) становника више него 2000. године.
| Група             | 2000.       | 2010.       |
| Белци             | 755 (98,6%) | 770 (98,7%) |
| Афроамериканци    | 0 (0,0%)    | 0 (0,0%)    |
| Азијати           | 0 (0,0%)    | 1 (0,1%)    |
| Хиспаноамериканци | 5 (0,7%)    | 5 (0,6%)    |
| Укупно            | 766         | 780         |